# Pheidole skwarrae
Pheidole skwarrae är en myrart som beskrevs av Wheeler 1934. Pheidole skwarrae ingår i släktet Pheidole och familjen myror. Inga underarter finns listade i Catalogue of Life.